# ドント・ルック・バック (映画)
『ドント・ルック・バック』（Dont Look Back）は、1967年に公開されたD・A・ペネベイカー監督によるアメリカ映画。1965年のボブ・ディラン英国コンサート・ツアーに同行し、その様子を記録したドキュメンタリー映画である。原題にはアポストロフィ (') がない。
1998年、「非常に文化的、歴史的、美術的である」としてアメリカ議会図書館のアメリカ国立フィルム登録簿に選出された。

## 概要・登場人物
この映画では、時に傲慢に見えるほど自信に満ちた、しかしカリスマ的で魅力に溢れる若きディランの姿を見ることができる。他にジョーン・バエズ、ドノバン、アニマルズを脱退した直後のアラン・プライス、マネージャーのアルバート・グロスマン、ロード・マネージャーのボブ・ニューワース（Bob Neuwirth）が登場し、マリアンヌ・フェイスフル、ジョン・メイオール、ジンジャー・ベイカー、アレン・ギンズバーグの顔も見える。
印象的なシーン
- 雑誌『タイム』誌ロンドン支局アート＆サイエンスの記者 Horace Freeland Judson に対しディランが激しく言い返す場面。
- アラン・プライスがバックステージで "Little Things" を演奏している途中で、なぜアニマルズを脱退したのかディランが尋ねる場面。
- ディランとバエズがホテルの部屋でハンク・ウィリアムスの曲を歌う場面。
- バエズが "Percy's Song" の最初の部分と「ラヴ・イズ・ジャスト・ア・フォー・レター・ワード」を歌う場面。後者のディランの曲はこの時最後まで完成しておらず、「完成したら私のレコードに収録するわ」と話している（バエズは言葉通り1968年にこの曲をレコーディングしている）。
- コンサートの直前に、科学を学んでいると言う学生とディランが哲学的な言い争いをする場面。この学生は後に Chrysalis Records の共同設立者となる Terry Ellis である。
- グロスマンが、元ピバップのダンス・バンドのリーダーで音楽エージェントになった Tito Burns と交渉をする場面。
- 1963年7月6日ミシシッピ州グリーンウッド Voters' Registration Rally にてディランが歌う「しがない歩兵」。これはアーティストであり実験的映画を撮っていた Ed Emshwiller により撮影されたものである[1]。
- ロイヤル・アルバート・ホールでのディランのコンサート映像。
- ホテルの部屋でドノバンの歌を聴いた後、ディランが歌う「イッツ・オール・オーバー・ナウ、ベイビー・ブルー」。

映画のオープニングには、ディランが「サブタレニアン・ホームシック・ブルース」の曲に合わせ、断片的に書かれた歌詞を次々と投げ捨てるミュージック・ビデオのようなシーンが見られる（一部歌詞には故意的と思われるスペルの誤りや駄洒落がある）。後ろで立ち話している人物の一人はアレン・ギンズバーグである。

## 制作・エピソード

### タイトル

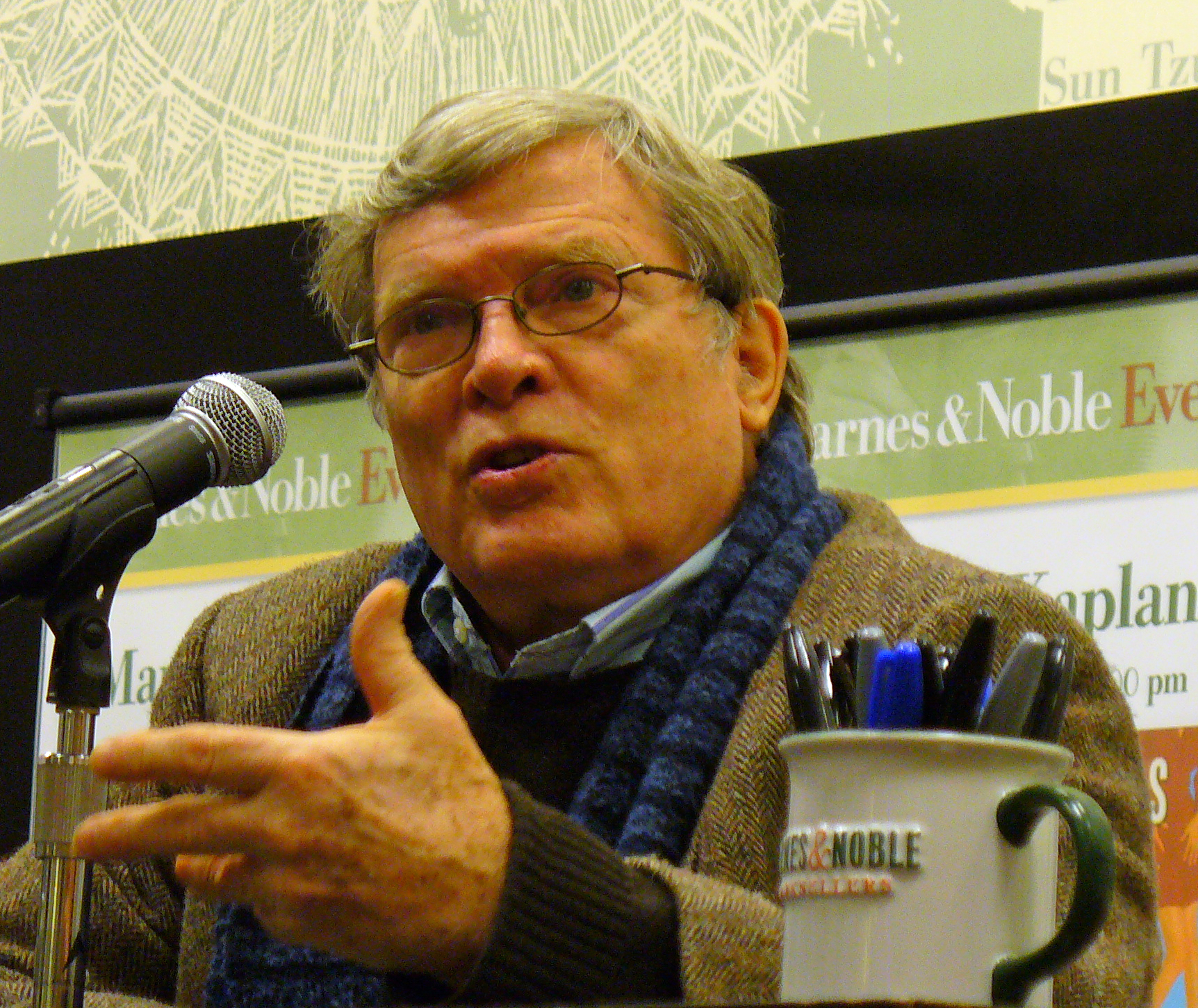
2007年2月27日、DVDリリース・イベントでのD・A・ペネベイカー

原題の Dont Look Back には、Don't にアポストロフィがない。「なるべく簡単な言葉にしようとした」と監督のペネベイカーが述べている。しかし多くの文献・資料でタイピング・ミスであろうとみなされ Don't Look Back に修正されてしまっている。

## リリース・派生作品
1968年に Ballantine Books 社より、写真と文章により書籍化されたものが出版された。
デジタル・リマスターされたDVDが2007年2月27日にリリースされた（日本では2007年5月24日）。2枚組のデラックス・エディションには、追加オーディオ・トラックが5曲、ペネベイカーとニューワースのコメント、「サブタレニアン・ホームシック・ブルース」のオルタネイト・バージョン、65 Revisited と題されたアウトテイク映像が収録された。
日本
| 日付           | レーベル                 | フォーマット | カタログ番号 | 付記           |
| -------------- | ------------------------ | ------------ | ------------ | -------------- |
|                | パックインビデオ         | VHS          | RST-1017     |                |
| 1988年         | ソニー                   | VHS          |              |                |
|                | パイオニア               | LD           | SM078-3063   |                |
|                | パイオニア               | LD           | SM037-3325   |                |
| 2003年11月26日 | ビデオアーツミュージック | DVD          | VABS-0007    |                |
| 2007年5月24日  | ソニー                   | 2DVD         | MHBP-95・96  | 完全生産限定盤 |
| 2007年5月24日  | ソニー                   | DVD          | MHBP-97      |                |